# Marianermarkduva
Marianermarkduva (Pampusana xanthonura) är en fågel i familjen duvor inom ordningen duvfåglar.

## Utseende och läte
Hane marianermarkduvan är vit på huvud och bröst, med en vinröd fläck på ryggen och vingovansidan. Honan är smutsbrun med mörkare vingar och rygg. Lätena består av djupa och klangfulla hoanden.

## Utbredning och systematik
Fågeln förekommer på ön Yap i Karolinerna samt i Marianerna. Den behandlas som monotypisk, det vill säga att den inte delas in i några underarter.

### Släktestillhörighet
Arten placerades tidigare i släktet Gallicolumba. Studier visar dock att dessa inte är varandras närmaste släktingar, där vissa står närmare australiensiska duvor som Geopelia. Dessa har därför lyfts ut till ett eget släkte, initialt Alopecoenas men Pampusana har visat sig ha prioritet.

## Levnadssätt
Marianermarkduva hittas i både ursprunglig och av människan påverkad skog, ofta nära bebyggelse. Den födosöker huvudsakligen på marken på Yap, men i träd och buskar i Marianerna.

## Status
IUCN kategoriserar arten som nära hotad. Beståndet är relativt begränsat uppskattat till mellan 10 000 och 20 000 vuxna individer. Populationsutvecklingen är oklar.